# Mount Viets
Mount Viets ist ein über 3600 m hoher Berg im westantarktischen Ellsworthland. Er ragt pyramidenförmig 3 km nördlich des Mount Giovinetto im Hauptkamm der Sentinel Range des Ellsworthgebirges auf.
Entdeckt wurde er von der sogenannten Marie Byrd Land Traverse Party, einer Mannschaft vorwiegend zur Erkundung des Marie-Byrd-Lands zwischen 1957 und 1958. Diese benannte den Berg nach dem US-amerikanischen Geophysiker Ronald Lamont Viets (1918–1995), der 1957 auf der Station Little America V tätig war.